# Tartarino sulle Alpi
Tartarino sulle Alpi (Tartarin sur les Alpes, nouveaux exploits du héros tarasconnais) è un romanzo scritto dall'autore francese Alphonse Daudet nel 1885.
Costituisce la seconda parte di una trilogia che comprende anche Tartarino di Tarascona (pubblicato nel 1872) e Porto Tarascona (dato alle stampe nel 1890).

## Trama
Vedendo in pericolo il proprio posto di presidente del club alpino di Tarascona a causa della malalingua del suo concittadino Costecalde, che mette in dubbio le sue capacità di alpinista, Tartarino si reca nelle Alpi Bernesi per compiere un'impresa memorabile. Inizialmente va sul Rigi-Kulm, a poco più di duemila metri, dove prendendo alloggio in un grande albergo s'imbatte in un'eterogenea comitiva della quale fanno parte tra gli altri Boris Wassilief, terrorista russo nichilista, e sua sorella Sonia, della quale s'innamora.
Dal Rigi-Kulm decide di tentare l'ascensione alla Jungfrau. Gli viene indicata allo scopo una "guida esperta", che si rivela essere il suo conoscente Gonzaga Bompard. Questi non può accompagnarlo perché già impegnato con un'altra comitiva, ma rassicura Tartarino spiegandogli che non c'è alcun pericolo nella scalata, perché ormai le Alpi Svizzere sono ridotte ad un enorme parco di divertimenti.
Tartarino si ferma per un po' di tempo a Interlaken per stare vicino a Sonia, che si è stabilita lì con altri esuli russi. Vi viene raggiunto dai suoi concittadini Excourbaniés, Bravida (ex militare) e Michelone (commesso di farmacia) che gli portano la bandiera di Tarascona da piantare sulla vetta della Jungfrau. Con l'aiuto di due guide locali, il presidente del club alpino compie la scalata con successo.
A Montreux, sulla via del ritorno per Tarascona, egli apprende da Sonia che il fratello di lei è morto; la giovane russa decide quindi di tornare in patria. Poco dopo Tartarino viene arrestato con i suoi concittadini e sbattuto nella stessa cella del castello di Chillon che vide prigioniero il patriota Bonnivard, con l'accusa di aver tentato d'impiccare un tenore italiano, creduto una spia dai russi nichilisti; la vittima tuttavia scagiona Tartarino e gli altri tarasconesi.
Il protagonista, venuto a sapere che Costecalde, che continua ad ambire alla presidenza, ha intenzione di scalare il Monte Bianco, decide di batterlo sul tempo recandosi senza indugio a Chamonix, dove ritrova Bompard. Questi gli confida di aver esagerato le proprie capacità alpinistiche, così per l'ascensione i due si aggregano alla cordata con due vere guide alpine e un giovane scozzese dalle tendenze suicide.
Giunti a buon punto della salita, le guide prevedono l'appressarsi di una bufera. I tarasconesi decidono di staccarsi per ridiscendere, ma vengono raggiunti dal maltempo. Bompard, credendo che il suo compagno sia caduto nel vuoto e temendo di esservi trascinato anch'egli, taglia la corda che li teneva insieme. Dopo la fine della tempesta va alla ricerca dei suoi resti assieme alle guide che erano giunte fino in cima, ma inutilmente. A Tarascona porta la sua testimonianza e fa dire una messa di requiem nel duomo per il prode caduto, quand'ecco che questo si rifà vivo in città. Egli aveva avuto la stessa pensata di Bompard ed era sceso dal versante italiano fino a Courmayeur, tornando poi a Tarascona a piedi con la convinzione di aver provocato la morte del suo compagno. Non rivela però questo suo pensiero nella sua relazione al club alpino, della cui presidenza non sarà mai più spogliato.

## Opere derivate
Nel 1921 uscì in Francia il film muto Tartarin sur les Alpes, diretto da Paul Barlatier e Henry Vorins.
Nel 1968 fu trasmessa dalla Rai una trasposizione televisiva di Tartarino sulle Alpi, diretta da Edmo Fenoglio, con Tino Buazzelli come protagonista.